# Dylągówka
Dylągówka – wieś w Polsce położona w województwie podkarpackim, w powiecie rzeszowskim, w gminie Hyżne.
W latach 1954–1961 wieś należała i była siedzibą władz gromady Dylągówka, po jej zniesieniu w gromadzie Hyżne. W latach 1975–1998 miejscowość administracyjnie należała do województwa rzeszowskiego.

## Części wsi
| SIMC    | Nazwa       | Rodzaj    |
| ------- | ----------- | --------- |
| 0651000 | Bazary      | część wsi |
| 0651016 | Dół         | część wsi |
| 0651022 | Dworskie    | część wsi |
| 0651039 | Góra        | część wsi |
| 0651045 | Kąty        | część wsi |
| 0651051 | Krzynowiska | część wsi |
| 0651068 | Mostki      | część wsi |
| 1043187 | Piekło      | część wsi |
| 0651080 | Zapady      | część wsi |
| 0651097 | Zaprzylasek | część wsi |

## Historia
Dokument lokacyjny wsi wystawiła Małgorzata z Dynowa 4 kwietnia 1448 roku. Wieś była lokowana na prawie magdeburskim, od początku istnienia należała do szlachty. Należała do dóbr Dynowskich, później Tarnowskich, a następnie Wapowskich. Pod koniec XVII w. nabył ją hrabia Nieborowski, a po jego śmierci wioska trafiła do rąk Jędrzejowiczów. W XIX w. istniał dwór z oficyną i folwarkiem oraz funkcjonowała stadnina koni. Obok dworu rozciągał się park, a niedaleko położony był młyn wodny.
Została założona szkoła ludowa, dwie karczmy i kaplica. W czasie I wojny światowej w okolicy Dylągówki toczyły się ciężkie boje wojsk austriackich z rosyjskimi. W samym dworze stacjonowały oddziały artylerii krakowskiej 12. Dywizji Piechoty, dowodzone przez gen. Tadeusza Jordan Rozwadowskiego
Wieś należała do parafii w Hyżnem do 1983 roku, tzn. do momentu erygowania własnej parafii.

## Transport
- 877 Droga wojewódzka nr 877: Naklik – Leżajsk – Łańcut – Szklary
- 878 Droga wojewódzka nr 878: Janów Lubelski – Nisko – Rzeszów – Dylągówka

## Zabytki
- Park dworski
- Dom ludowy
- Przydrożne krzyże i kapliczki

## Osoby związane z Dylągówką
- Stefan Dąmbski – żołnierz Armii Krajowej, autor książki Egzekutor[7]
- Ewa Leniart (urodzona w Dylągówce) – posłanka PIS-u